# Simone Paris
Pour les articles homonymes, voir Paris (homonymie).
Simone Maderon, dite Simone Paris, est une actrice française, née le 10 septembre 1909 dans le 1er arrondissement de Paris et morte le 17 décembre 1985 à Mantes-la-Jolie.

## Biographie
Sacha Guitry (dont elle a été la maîtresse en 1939) lui a trouvé son nom de scène (« Faites bien toujours sonner le "S" de Paris »), et l'a fait débuter au théâtre et au cinéma[réf. nécessaire].
Elle a publié ses mémoires en 1977 sous le titre Paris sur l’oreiller.
Elle a épousé l'acteur Samson Fainsilber.

## Filmographie
Sauf indication contraire, les informations mentionnées dans cette section peuvent être confirmées par les bases de données cinématographiques  présentes dans la section « Liens externes ».

### Cinéma
- 1939: Ils étaient neuf célibataires  de Sacha Guitry : Henriette, la nurse
- 1941: Un chapeau de paille d'Italie de Maurice Cammage : Clara
- 1941: La Troisième Dalle de Michel Dulud : Mona Lambelle
- 1941: Il était un foie de Michel Dulud (court métrage)
- 1944: Le mort ne reçoit plus de Jean Tarride : Mme Armandy
- 1948: Le Comédien de Sacha Guitry : Mlle Simonet
- 1949: Le Martyr de Bougival de Jean Loubignac : Arlette
- 1950: Banco de prince de Michel Dulud
- 1950: Minne, l'ingénue libertine : Irène Chaulieu
- 1951: Gibier de potence de Roger Richebé : Mme Dancourt
- 1952: La Minute de vérité de Jean Delannoy : (Mony)
- 1952: La Fugue de monsieur Perle de Pierre Gaspard-Huit : Béatrice Dupont-Vallier
- 1952: Je l'ai été trois fois de Sacha Guitry : Luce
- 1953: L'Âge de l'amour (L'età dell'amore) de Lionello De Felice
- 1953: Au diable la vertu de Jean Laviron : Véronique de Saint-Hilaire
- 1953: Les Fruits de l'été de Raymond Bernard
- 1954: Le Comte de Monte-Cristo de Robert Vernay : Emilienne, dans la première époque (La Trahison)
- 1954: Napoléon de Sacha Guitry : la comtesse de Blanc-Mesnil
- 1954: Votre dévoué Blake de Jean Laviron : Elyane de Broussac
- 1954: L'Air de Paris de Marcel Carné : Chantal
- 1954: L'Affaire des poisons  de Henri Decoin : Mme de Ludre
- 1955: Bob le flambeur de Jean-Pierre Melville : Yvonne
- 1955: Gueule d'ange de Marcel Blistène : Mme de Fourcroy
- 1955: Cela s'appelle l'aurore de Luis Buñuel : Mme Gorzone
- 1955: Le Long des trottoirs de Léonide Moguy : Sabine Dupré
- 1955: Don Juan de John Berry : Dona Maria
- 1955: Impasse des vertus de Pierre Méré : Denise Pallier
- 1956: Le colonel est de la revue de Maurice Labro : Flora
- 1956: L'amour descend du ciel de Maurice Cam
- 1956: Si Paris nous était conté de Sacha Guitry : une dame
- 1956: Isabelle a peur des hommes de Jean Gourguet : tante Flora
- 1957: Mademoiselle Strip-tease de Pierre Foucaud : Mme de Breule
- 1957: Sénéchal le magnifique de Jean Boyer : l'actrice qui joue dans la pièce de théâtre
- 1957: Le Naïf aux quarante enfants de Philippe Agostini : Anne-Marie
- 1959: Filles de nuit de Maurice Cloche
- 1959: Mon pote le gitan de François Gir : Mme Védrines
- 1959: La Belle et l'Empereur de Axel von Ambesser
- 1960: La Française et l'Amour, sketch de Jean Delannoy : L'Adolescence : une amie de Lucienne
- 1962: L'Amour à la mer de Guy Gilles : la logeuse
- 1963: Les Femmes d'abord de Raoul André : Betty Clémenti
- 1966: Un homme et une femme de Claude Lelouch : la directrice de la pension
- 1968: Thérèse et Isabelle de Radley Metzger : "Madame"
- 1969: L'Indiscret de François Reichenbach : Simone
- 1972: Elle court, elle court la banlieue de Gérard Pirès : la patiente au chien chez le premier dentiste
- 1973: Salut l'artiste d’Yves Robert : la directrice du théâtre
- 1979: Un amour d'emmerdeuse d’Alain Vandercoille : la grand-mère maternelle

### Télévision

#### Séries télévisées
- 1962 : L'inspecteur Leclerc enquête épisode Coup double de Jean Laviron
- 1965 : Les Cinq Dernières Minutes, épisode  Bonheur à tout prix  de Claude Loursais

#### Captation de pièces
- 1967 : Au théâtre ce soir : Des enfants de cœur de François Campaux, mise en scène Christian-Gérard, réalisation Pierre Sabbagh, Théâtre Marigny
- 1967 : Au théâtre ce soir : Ami-ami de Pierre Barillet et Jean-Pierre Grédy, mise en scène Jacques Mauclair, réalisation Pierre Sabbagh, Théâtre Marigny
- 1972 : Au théâtre ce soir : Faites-moi confiance de Michel Duran, mise en scène Alfred Pasquali, réalisation Pierre Sabbagh, Théâtre Marigny

## Théâtre
Sauf indication contraire ou complémentaire, les informations mentionnées dans cette section peuvent être confirmées par la base de données Les Archives du spectacle.
- 1947 : Homard à l'américaine de Robert Vattier et Albert Rieux, Théâtre de l'Œuvre
- 1950 : Ami-Ami de Pierre Barillet et Jean-Pierre Grédy, mise en scène Jean Wall, avec Odile Versois, Jacques Dacqmine, Théâtre Daunou.
- 1951 : Ami-ami de Pierre Barillet et Jean-Pierre Grédy, mise en scène Jean Wall, Théâtre des Célestins
- 1952 : Ami-ami de Pierre Barillet et Jean-Pierre Grédy, mise en scène Jean Wall, Théâtre des Célestins
- 1953 : Frère Jacques d'André Gillois, mise en scène Fernand Ledoux, Théâtre des Variétés
- 1954 : Frère Jacques d'André Gillois, mise en scène Fernand Ledoux, Théâtre des Célestins
- 1955 : L'Ami de la famille de Jean Sommet, mise en scène Bernard Blier, Comédie Caumartin
- 1956 : Thé et sympathie de Robert Anderson, mise en scène Jean Mercure, Théâtre de Paris
- 1958 : La Saint Valentin de Raymond Vincy, mise en scène Alfred Pasquali, Théâtre des Célestins
- 1959 : Tête d'or de Paul Claudel, mise en scène Jean-Louis Barrault, Odéon-Théâtre de France
- 1959 : La Petite Molière de Jean Anouilh, mise en scène Jean-Louis Barrault, Grand théâtre de Bordeaux, Odéon-Théâtre de France
- 1960 : Rhinocéros d'Eugène Ionesco, mise en scène Jean-Louis Barrault, Odéon-Théâtre de France
- 1960 : Les Joies de la famille de Philippe Hériat, mise en scène Claude Sainval, Comédie des Champs-Élysées
- 1965 : Jamais trop tard de Arthur Long Summer, mise en scène Christian-Gérard, Théâtre des Arts
- 1965 : Des enfants de cœur ! de François Campaux, mise en scène Christian-Gérard, Théâtre des Arts
- 1966 : Les Monstres sacrés de Jean Cocteau, mise en scène Henri Rollan, Théâtre des Ambassadeurs

## Publication
- Paris sur l'oreiller, Jacques Grancher éditeur, collection « Ceux de la rampe », 1977 (BNF 34600493)